# Wie schmeckt das Blut von Dracula?
Wie schmeckt das Blut von Dracula? (so der korrekte deutsche Titel; der verkürzte Alternativtitel Das Blut von Dracula wurde erst 1985 anlässlich der deutschen VHS-Veröffentlichung eingeführt) ist ein Horrorfilm der britischen Hammer Film Productions aus dem Jahr 1970. Regie führte Peter Sasdy, und die Titelrolle wurde von Christopher Lee verkörpert. Der Film ist der vierte Teil der Dracula-Reihe aus dem Hause Hammer.

## Handlung
Drei alternde Lüstlinge, die nach außen als brave Biedermänner auftreten, sind auf der Suche nach neuen Reizen. Sie schließen sich mit dem jungen Lord Courtley zusammen, von dem es heißt, er stehe mit Satan im Bunde. Die vier wollen in einer entweihten Kapelle den Vampir Graf Dracula mit dessen Blut und mit Utensilien aus dessen Besitz wieder zum Leben erwecken. Bei der Zeremonie bekommen es die drei Männer jedoch mit der Angst zu tun und erschlagen Lord Courtley.
Die Beschwörung war dennoch erfolgreich, und Graf Dracula ersteht von den Toten auf. Daraufhin will er sich an den Mördern seines verstorbenen Jüngers Courtley rächen. Der Graf macht sich die erwachsenen Kinder der drei Mörder gefügig, die dann ihre Väter töten sollen. Einer der drei Männer kennt sich jedoch mit Vampirismus aus und kann den jungen Paul einweihen, ehe auch er stirbt.
Nun versucht Paul, seine Braut Alice aus den Fängen des Grafen zu befreien. Er weiht die alte Kapelle wieder und kann Dracula mit einem Kruzifix zurückdrängen. Als die verblendete Alice dem Grafen zu Hilfe eilt und das Kreuz wegwirft, scheint der Vampir wieder im Vorteil und versucht, von einer unter der Kuppel befindlichen Balustrade aus, Paul mit Steingeschossen und Holzbalken zu erschlagen. Plötzlich jedoch schreit der Graf gepeinigt auf und sieht die verfallene Kapelle in ihrem alten Glanz. Er strauchelt und stürzt auf den Altar, wo er zu Asche zerfällt, „erlöst von Gottes Hand“.

## Kritiken
- Cinema: „Auch Lees vierter Auftritt als Blutsauger lebt vom Charme der Filme aus den britischen Hammer-Studios.“

## Soundtrack
- James Bernard: Taste the Blood of Dracula. Suite. Auf: Music From the Hammer Films. Silva Screen Records, London 1989, Philharmonia Orchestra unter der Leitung von Neil Richardson

## Synchronisation
| Figur           | Darsteller      | Deutscher Sprecher  |
| --------------- | --------------- | ------------------- |
| Graf Dracula    | Christopher Lee | Gerd Martienzen     |
| Alice Hargood   | Linda Hayden    | Almut Eggert        |
| Paul Paxton     | Anthony Higgins | Norbert Langer      |
| Lord Courtley   | Ralph Bates     | Lothar Blumhagen    |
| William Hargood | Geoffrey Keen   | Klaus Miedel        |
| Samuel Paxton   | Peter Sallis    | Peter Schiff        |
| Jonathan Sekker | John Carson     | Leo Bardischewski   |
| Weller          | Roy Kinnear     | Hans-Dieter Zeidler |

## Sonstiges
- Wie schmeckt das Blut von Dracula beginnt mit Draculas Todesszene aus dem Vorgängerfilm Draculas Rückkehr (1968).

- Ursprünglich sollte der Horror-Star Vincent Price einen der drei englischen „Gentlemen“ spielen, jedoch wurde sein Vertrag gelöst, nachdem man das Budget des Films gekürzt hatte und das Studio sich die Gage nicht mehr leisten konnte.

- Neben dem aus (unter anderem) vielen anderen Hammer-Filmen bekannten Schauspieler Christopher Lee spielt in diesem Film auch die „Hammer-Ikone“ Linda Hayden mit.